# Extraliga (Slowakei) 2021/22
Die Saison 2021/22 war die 29. Spielzeit der höchsten slowakischen Eishockeyspielklasse, der Tipos extraliga. Der HC Slovan Bratislava besiegte im Playoff-Finale den HK Nitra mit 4:2 und gewann damit den neunten slowakischen Meistertitel der Vereinsgeschichte.

## Teilnehmer
Durch den Aufstieg von HK Spišská Nová Ves sollte das Teilnehmerfeld im Vergleich zum Vorjahr eigentlich wieder auf 13 Mannschaften steigen. Doch durch den Rückzug des ungarischen Vereins DVTK Jegesmedvék zerschlug sich diese Planung, da auch kein anderer Verein nachrückte. Zudem verkaufte der HC 07 Detva seine Startlizenz in der Extraliga an dem HC 21 Prešov.
| Klub                     | Standort          | Stadion                         | Kapazität | Gründungsjahr |
| ------------------------ | ----------------- | ------------------------------- | --------- | ------------- |
| HC 05 Banská Bystrica    | Banská Bystrica   | Zimný štadión Banská Bystrica   | 02 980    | 2005          |
| HC Slovan Bratislava     | Bratislava        | Zimný štadión Ondreja Nepelu    | 10.115    | 1921          |
| HC Košice                | Košice            | Steel Aréna                     | 08.378    | 1962          |
| MHk 32 Liptovský Mikuláš | Liptovský Mikuláš | Zimný štadión Liptovský Mikuláš | 03.680    | 1932          |
| HK Dukla Michalovce      | Michalovce        | Zimný štadión Michalovce        | 04.000    | 1974          |
| HK Nitra                 | Nitra             | Nitra Aréna                     | 03.600    | 1926          |
| HC Nové Zámky            | Nové Zámky        | Zimný štadión Nové Zámky        | 01.980    | 1965          |
| HK Poprad                | Poprad            | Zimný štadión Poprad            | 04.500    | 1926          |
| HC 21 Prešov             | Prešov            | ICE Aréna                       | 03.600    | 2021          |
| HK Spišská Nová Ves      | Spišská Nová Ves  | Zimný štadión Spišská Nová Ves  | 05.503    | 1934          |
| HK Dukla Trenčín         | Trenčín           | Zimný štadión Pavla Demitru     | 06.150    | 1962          |
| HKm Zvolen               | Zvolen            | Zimný štadión Zvolen            | 05.732    | 1927          |

## Modus
In der Hauptrunde absolviert jede der 12 Mannschaften insgesamt 50 Spiele. Dabei wird eine Doppelrunde aller Teilnehmer (44 Spiele) sowie in drei regionalen Gruppen sechs weitere Spiele um Weihnachten und Neujahr 2021 herum ausgespielt. Die sechs bestplatzierten Mannschaften qualifizieren sich direkt für die anschließenden Playoffs, in denen der Meister ausgespielt wird. Die Mannschaften auf den Plätzen 7 bis 10 ermitteln in einer Pre-Playoff-Runde zwei weitere Play-off-Teilnehmer. Die letztplatzierte Mannschaft der Hauptrunde muss gegen den Meister der 1. Liga in die Relegation.
Für einen Sieg nach regulärer Spielzeit erhält jede Mannschaft drei Punkte, für einen Sieg nach Overtime bzw. Shootout zwei Punkte, bei einer Niederlage nach Overtime bzw. Shootout gibt es einen Punkt und bei einer Niederlage nach der regulären Spielzeit null Punkte.

## Hauptrunde

### Tabelle
|     | Mannschaft               | Sp | S  | SNV | NNV | N  | Tore    | Pkt |
| --- | ------------------------ | -- | -- | --- | --- | -- | ------- | --- |
| 1.  | HC Slovan Bratislava 1   | 50 | 32 | 3   | 5   | 10 | 189:118 | 104 |
| 2.  | HKM Zvolen               | 50 | 29 | 5   | 3   | 13 | 173:132 | 100 |
| 3.  | HK Nitra                 | 50 | 26 | 8   | 3   | 13 | 189:137 | 097 |
| 4.  | HK Dukla Michalovce      | 50 | 25 | 3   | 6   | 15 | 136:140 | 088 |
| 5.  | HC Košice                | 50 | 24 | 4   | 2   | 20 | 163:156 | 082 |
| 6.  | HK Poprad                | 50 | 17 | 7   | 6   | 20 | 162:159 | 071 |
| 7.  | HK Spišská Nová Ves      | 50 | 19 | 3   | 7   | 21 | 131:137 | 070 |
| 8.  | HC 05 Banská Bystrica    | 50 | 18 | 5   | 5   | 22 | 142:146 | 069 |
| 9.  | HK Dukla Trenčín         | 50 | 18 | 4   | 4   | 24 | 124:138 | 066 |
| 10. | HC 21 Prešov             | 50 | 16 | 2   | 4   | 28 | 115:167 | 056 |
| 11. | HC Nové Zámky            | 50 | 16 | 1   | 3   | 30 | 125:168 | 053 |
| 12. | MHk 32 Liptovský Mikuláš | 50 | 8  | 7   | 3   | 32 | 112:179 | 041 |

Legende: Playoff-Viertelfinale; Pre-Playoffs; Saison beendet; Relegation

### Beste Scorer
Quelle: hockeyslovakia.sk; Abkürzungen:  Sp = Spiele, T = Tore, V = Assists, Pkt = Punkte, +/− = Plus/Minus, SM = Strafminuten
| Spieler         | Mannschaft           | Sp | T  | V  | Pkt | +/− | SM |
| --------------- | -------------------- | -- | -- | -- | --- | --- | -- |
| Samuel Buček    | HK Nitra             | 50 | 41 | 23 | 64  | +26 | 34 |
| Brant Harris    | HC Slovan Bratislava | 49 | 21 | 38 | 59  | +21 | 26 |
| William Rapuzzi | HC Slovan Bratislava | 50 | 25 | 31 | 56  | +31 | 12 |
| Patrik Svitana  | HK Poprad            | 49 | 16 | 39 | 55  | +12 | 16 |
| Andrew Yogan    | HC Slovan Bratislava | 48 | 20 | 32 | 52  | +26 | 32 |
| Marcel Haščák   | HC Slovan Bratislava | 32 | 23 | 27 | 50  | +22 | 20 |
| Tony Cameranesi | HK Dukla Michalovce  | 49 | 16 | 30 | 46  | +3  | 34 |
| Cole Ully       | HK Nitra, HK Poprad  | 46 | 18 | 27 | 45  | +11 | 24 |
| Michal Chovan   | HC Košice            | 49 | 14 | 31 | 45  | +5  | 24 |
| Robby Jackson   | HC Nové Zámky        | 50 | 23 | 21 | 44  | −8  | 14 |
| Samuel Takáč    | HC Slovan Bratislava | 36 | 13 | 31 | 44  | +22 | 26 |

### Beste Torhüter
Quelle: hockeyslovakia.sk; Abkürzungen:  Sp = Spiele, Min = Eiszeit, GT =Gegentore, GTS = Gegentorschnitt, Sv% = Fangquote
| Spieler            | Mannschaft            | Sp | Min     | S  | N  | GT  | GTS  | Sv%   |
| ------------------ | --------------------- | -- | ------- | -- | -- | --- | ---- | ----- |
| Marcel Melicherčík | HK Spišská Nová Ves   | 38 | 2194:10 | 20 | 18 | 081 | 2,21 | 93,75 |
| Clint Windsor      | HC Slovan Bratislava  | 23 | 1296:25 | 17 | 06 | 047 | 2,18 | 92,62 |
| Evan Weninger      | HC 05 Banská Bystrica | 25 | 1516:15 | 14 | 11 | 058 | 2,30 | 92,46 |
| Matthew O’Connor   | HK Nitra              | 27 | 1381:13 | 16 | 11 | 057 | 2,48 | 92,29 |
| Nikita Bespalow    | HC 21 Prešov          | 43 | 2247:28 | 17 | 26 | 113 | 3,02 | 92,11 |
| Andrej Košarišťan  | HC Košice             | 35 | 1906:26 | 16 | 19 | 084 | 2,64 | 91,84 |
| Robin Rahm         | HKM Zvolen            | 40 | 2391:40 | 26 | 14 | 110 | 2,76 | 91,81 |
| Dan Bakala         | HC Nové Zámky         | 31 | 1784:31 | 12 | 19 | 090 | 3,03 | 91,68 |
| Michal Valent      | HK Dukla Trenčín      | 34 | 1801:21 | 15 | 19 | 075 | 2,50 | 91,50 |
| David Honzík       | HK Nitra              | 30 | 1636:58 | 22 | 08 | 074 | 2,71 | 91,41 |

## Playoffs

### Turnierplan
| Pre-Playoffs                                                  | Pre-Playoffs                                                  | Pre-Playoffs                                                  |                                                               | Viertelfinale                                                 | Viertelfinale                                                 | Viertelfinale                                                 |                                                               | Halbfinale                                                    | Halbfinale                                                    | Halbfinale                                                    |   |                      | Finale   | Finale | Finale |
|                                                               |                                                               |                                                               |                                                               |                                                               |                                                               |                                                               |                                                               |                                                               |                                                               |                                                               |   |                      |          |        |        |
|                                                               |                                                               |                                                               |                                                               | 1                                                             | HC Slovan Bratislava                                          | 4                                                             |                                                               |                                                               |                                                               |                                                               |   |                      |          |        |        |
| 10                                                            | HC 21 Prešov                                                  | 0                                                             |                                                               |                                                               |                                                               |                                                               |                                                               |                                                               |                                                               |                                                               |   |                      |          |        |        |
| 7                                                             | HK Spišská Nová Ves                                           | 0                                                             |                                                               |                                                               |                                                               | 1                                                             | HC Slovan Bratislava                                          | 4                                                             |                                                               |                                                               |   |                      |          |        |        |
| 10                                                            | HC 21 Prešov                                                  | 3                                                             | 5                                                             | HC Košice                                                     | 3                                                             |                                                               |                                                               |                                                               |                                                               |                                                               |   |                      |          |        |        |
|                                                               |                                                               |                                                               | 4                                                             | HK Dukla Michalovce                                           | 2                                                             |                                                               |                                                               |                                                               |                                                               |                                                               |   |                      |          |        |        |
| 5                                                             | HC Košice                                                     | 4                                                             |                                                               |                                                               |                                                               |                                                               |                                                               |                                                               |                                                               |                                                               |   |                      |          |        |        |
| (Die Teams werden nach den ersten beiden Runden neu gesetzt.) | (Die Teams werden nach den ersten beiden Runden neu gesetzt.) | (Die Teams werden nach den ersten beiden Runden neu gesetzt.) | (Die Teams werden nach den ersten beiden Runden neu gesetzt.) | (Die Teams werden nach den ersten beiden Runden neu gesetzt.) | (Die Teams werden nach den ersten beiden Runden neu gesetzt.) | (Die Teams werden nach den ersten beiden Runden neu gesetzt.) | (Die Teams werden nach den ersten beiden Runden neu gesetzt.) | (Die Teams werden nach den ersten beiden Runden neu gesetzt.) | (Die Teams werden nach den ersten beiden Runden neu gesetzt.) | (Die Teams werden nach den ersten beiden Runden neu gesetzt.) | 1 | HC Slovan Bratislava | 4        |        |        |
| (Die Teams werden nach den ersten beiden Runden neu gesetzt.) | (Die Teams werden nach den ersten beiden Runden neu gesetzt.) | (Die Teams werden nach den ersten beiden Runden neu gesetzt.) | (Die Teams werden nach den ersten beiden Runden neu gesetzt.) | (Die Teams werden nach den ersten beiden Runden neu gesetzt.) | (Die Teams werden nach den ersten beiden Runden neu gesetzt.) | (Die Teams werden nach den ersten beiden Runden neu gesetzt.) | (Die Teams werden nach den ersten beiden Runden neu gesetzt.) | (Die Teams werden nach den ersten beiden Runden neu gesetzt.) | (Die Teams werden nach den ersten beiden Runden neu gesetzt.) | (Die Teams werden nach den ersten beiden Runden neu gesetzt.) |   | 3                    | HK Nitra | 2      |        |
|                                                               |                                                               |                                                               |                                                               | 2                                                             | HKM Zvolen                                                    | 4                                                             |                                                               |                                                               |                                                               |                                                               |   |                      |          |        |        |
| 8                                                             | HC 05 Banská Bystrica                                         | 1                                                             |                                                               |                                                               |                                                               |                                                               |                                                               |                                                               |                                                               |                                                               |   |                      |          |        |        |
| 8                                                             | HC 05 Banská Bystrica                                         | 3                                                             |                                                               |                                                               |                                                               | 2                                                             | HKM Zvolen                                                    | 2                                                             |                                                               |                                                               |   |                      |          |        |        |
| 9                                                             | HK Dukla Trenčín                                              | 1                                                             | 3                                                             | HK Nitra                                                      | 4                                                             |                                                               |                                                               |                                                               |                                                               |                                                               |   |                      |          |        |        |
|                                                               |                                                               |                                                               | 3                                                             | HK Nitra                                                      | 4                                                             |                                                               |                                                               |                                                               |                                                               |                                                               |   |                      |          |        |        |
| 6                                                             | HK Poprad                                                     | 3                                                             |                                                               |                                                               |                                                               |                                                               |                                                               |                                                               |                                                               |                                                               |   |                      |          |        |        |

### Pre-Playoffs
Die Pre-Playoffs werden im Modus Best-of-Five ausgespielt. Die beiden Gewinner qualifizieren sich für das Playoff-Viertelfinale.
- HK Spišská Nová Ves – HC 21 Prešov 0:3 (0:3, 3:4 n. V., 2:3)
- HC 05 Banská Bystrica – HK Dukla Trenčín 3:1 (3:2, 4:2, 2:3 n. V., 3:1)

### Viertelfinale
Die Viertelfinals wurden im Modus Best-of-Seven ausgespielt
- HC Slovan Bratislava – HC 21 Prešov 0:4 (6:2, 2:1, 3:2 n. V., 2:0)
- HK Dukla Michalovce – HC Košice 2:4 (1:4, 1:3, 1:2 n. V., 6:2, 4:1, 1:2 n. V.)
- HKM Zvolen – HC 05 Banská Bystrica 4:1 (5:1, 1:2, 2:1, 6:2, 3:2 n. V.)
- HK Nitra –  HK Poprad 4:3 (0:4, 7:1, 6:4, 2:4, 3:4, 5:1, 3:1)

### Halbfinale
Wie die Viertelfinals wurden die Halbfinals im Modus Best-of-Seven ausgespielt
- HC Slovan Bratislava – HC Košice 4:3 (5:2, 6:2, 1:3, 1:3, 3:2, 2:4, 3:2 n. V.)
- HKM Zvolen – HK Nitra 2:4 (2;3, 6:5, 2:3, 3:2, 2:5, 1:2)

### Finale
Das Finale wurde wie  die Viertelfinals und Halbfinals im Modus Best-of-Seven ausgespielt.
| 22. April 2022 18:30 Uhr | HC Slovan Bratislava Andrew Yogan (11:22) Brant Harris (13:04) Matt MacKenzie (20:47) Andrew Yogan (26:52) Marcel Haščák (38:22) Samuel Takáč (58:54) | 6:4 (2:1, 3:1, 1:2) Spielbericht | HK Nitra Filips Buncis (5:42) Adam Rockwood (24:37) Samuel Buček (40:18) Samuel Buček (47:42) | Zimný štadión Ondreja Nepelu, Bratislava Zuschauer: 10.016 |

| 23. April 2022 18:30 Uhr | HC Slovan Bratislava Joona Jääskeläinen (59:47) | 1:2 n. V. (0:0, 0:0, 1:1, 0:1) Spielbericht | HK Nitra Filips Buncis (51:16) Willie Raskob (71:23) | Zimný štadión Ondreja Nepelu, Bratislava Zuschauer: 10.016 |

| 26. April 2022 18:30 Uhr | HK Nitra Róbert Varga (37:37) Adam Rockwood (51:49) | 2:6 (0:2, 1:4, 1:0) Spielbericht | HC Slovan Bratislava Marcel Haščák (12:35) Rastislav Gašpar (16:39) Adam Bezák (22:47) Matt MacKenzie (25:05) William Rapuzzi (27:33) | Nitra Aréna, Nitra Zuschauer: 3.600 |

| 27. April 2022 18:30 Uhr | HK Nitra Tomáš Hrnka (1:24) Tomáš Hrnka (25:06) Samuel Buček (39:12) Filips Buncis (41:05) | 4:1 (1:0, 2:0, 1:1) Spielbericht | HC Slovan Bratislava Samuel Takáč (55:07) | Nitra Aréna, Nitra Zuschauer: 3.600 |

| 29. April 2022 18:30 Uhr | HC Slovan Bratislava Andrew Yogan (21:41) Adam Lukošik (26:53) Brant Harris (47:57) | 3:1 (0:0, 2:1, 1:0) Spielbericht | HK Nitra Branislav Mezei (39:02) | Zimný štadión Ondreja Nepelu, Bratislava Zuschauer: 10.016 |

| 1. März 2022 18:30 Uhr | HK Nitra Branislav Mezei (37:28) Šimon Nemec (44:22) | 2:6 (0:0, 1:1, 1:4) Spielbericht Stand: 2:4 | HC Slovan Bratislava Samuel Takáč (29:02) Marcel Haščák (44:03) Andrej Golian (45:13) Milan Kytnár (58:03) Samuel Takáč (59:15) | Nitra Aréna, Nitra Zuschauer: 3.600 |

### Meistermannschaft des HC Slovan Bratislava
| Slowakischer Meister HC Slovan Bratislava | Torhüter: Anthony Peters, Clint Windsor, Samuel Hlavaj Abwehrspieler: Matt MacKenzie, Patrik Maier, Michal Beňo, Michal Sersen, Daniel Gachulinec, Andrej Golian, Alex Breton, Oliver Fatul, Juraj Valach, Boris Žabka Stürmer: Marcel Haščák, Wiliam Rapuzzi, Andrew Yogan, Joona Jääskeläinen, Brant Harris, Samuel Takáč, Tomáš Zigo, Milan Kytnár, Tomáš Matoušek, Jakub Sukeľ, Adam Bezák, Adam Lukošík, Martin Belluš, Rastislav Gašpar, Miroslav Preisinger, Daniil Fominykh, Alex Šotek, Samuel Chalupa Trainerstab: Andrej Podkonický, Ján Lipiansky |

### Beste Scorer
Quelle: eliteprospects.com; Abkürzungen: Sp = Spiele, T = Tore, V = Assists, Pkt = Punkte, +/− = Plus/Minus, SM = Strafminuten
| Spieler           | Mannschaft           | Sp | T  | V  | Pkt | +/− | SM |
| ----------------- | -------------------- | -- | -- | -- | --- | --- | -- |
| Samuel Buček      | HK Nitra             | 19 | 13 | 11 | 24  | +1  | 18 |
| Samuel Takáč      | HC Slovan Bratislava | 17 | 8  | 11 | 19  | +13 | 12 |
| Šimon Nemec       | HK Nitra             | 19 | 5  | 12 | 17  | +2  | 14 |
| Allan McPherson   | HC Košice            | 13 | 6  | 8  | 14  | +3  | 2  |
| Adam Rockwood     | HK Nitra             | 19 | 5  | 9  | 14  | −3  | 10 |
| Brant Harris      | HC Slovan Bratislava | 16 | 7  | 6  | 13  | +11 | 2  |
| Tomáš Hrnka       | HK Nitra             | 19 | 10 | 2  | 12  | +2  | 24 |
| Peter Krieger     | HKM Zvolen           | 11 | 5  | 7  | 12  | +7  | 35 |
| Filip Krivošík    | HK Nitra             | 19 | 4  | 8  | 12  | −2  | 22 |
| Adrián Holešinský | HK Nitra             | 19 | 1  | 11 | 12  | −1  | 47 |

### Beste Torhüter
Quelle: eliteprospects.com; Abkürzungen:  Sp = Spiele, Min = Eiszeit, GT =Gegentore, GTS = Gegentorschnitt, Sv% = Fangquote; Fett:  Bestwert
| Spieler          | Mannschaft           | Sp | Min | GT | GTS  | SVS | Sv%  |
| ---------------- | -------------------- | -- | --- | -- | ---- | --- | ---- |
| Devin Williams   | HK Dukla Michalovce  | 4  | 260 | 7  | 1,62 | 107 | 93,9 |
| Anthony Peters   | HC Slovan Bratislava | 12 | 725 | 24 | 1,99 | 261 | 91,6 |
| Dominik Riečický | HC Košice            | 5  | 300 | 10 | 2,00 | 154 | 93,9 |
| Clint Windsor    | HC Slovan Bratislava | 6  | 308 | 11 | 2,14 | 133 | 92,4 |
| Robin Rahm       | HKM Zvolen           | 11 | 607 | 25 | 2,47 | 340 | 93,2 |
| Matthew O’Connor | HK Nitra             | 11 | 558 | 25 | 2,69 | 276 | 91,7 |

## Liga-Relegation
Die Relegation wurde zwischen dem Letztplatzierten der Extraliga, dem MHk 32 Liptovský Mikuláš, sowie den Vlci Žilina, Meister der 1. Liga, ausgetragen. Der Gewinner qualifiziert sich für die Extraliga (Slowakei) 2022/23.
| 17. April 2022 16:00 Uhr | Vlci Žilina | 2:1 (1:1, 0:0, 1:0) Spielbericht | MHk 32 Liptovský Mikuláš | Niké Aréna, Žilina Zuschauer: 3.680 |

| 18. April 2022 16:00 Uhr | Vlci Žilina | 1:3 (1:1, 0:1, 0:0) Spielbericht | MHk 32 Liptovský Mikuláš | Niké Aréna, Žilina Zuschauer: 3.321 |

| 21. April 2022 17:00 Uhr | MHk 32 Liptovský Mikuláš | 4:1 (1:0, 1:0, 2:1) Spielbericht | Vlci Žilina | Zimný štadión, Liptovský Mikuláš Zuschauer: 1.000 |

| 22. April 2022 17:00 Uhr | MHk 32 Liptovský Mikuláš | 3:2 (0:0, 1:2, 2:0) Spielbericht | Vlci Žilina | Zimný štadión, Liptovský Mikuláš Zuschauer: 1.200 |

| 24. April 2022 17:00 Uhr | Vlci Žilina | 0:4 (0:1, 0:2, 0:1) Spielbericht Stand: 1:4 | MHk 32 Liptovský Mikuláš | Niké Aréna, Žilina Zuschauer: 2.236 |